# Sangalopsis diasia
Sangalopsis diasia là một loài bướm đêm trong họ Geometridae.